# Possessão (romance)
Possession (Brasil: Possessão) é um romance best-seller de 1990 da escritora inglesa A. S. Byatt que ganhou o Prêmio Booker de Ficção de 1990. O livro explora as preocupações pós-modernas de obras similares, que com frequência se classificam como metaficção historiográfica, um gênero que mescla enfoques tanto da ficção histórica, como da metaficção.
A obra segue dois acadêmicos modernos, enquanto pesquisam o rastro documental da vida amorosa até então desconhecida entre os famosos poetas fictícios Randolph Henry Ash e Christabel LaMotte. Possessão se desenvolve tanto na atualidade como na era vitoriana, contrastando os dois períodos de tempo, além de fazer eco de similitudes e satirizar a academia moderna e os "rituais de acasalamento". A estrutura do romance incorpora muitos estilos diferentes, inclusive anotações de diários fictícios, cartas e poesia, e utiliza esses estilos, assim como outros recursos para explorar as preocupações pós-modernas das autoridades das narrativas textuais. O título Possessão destaca muitos dos temas principais da obra: questões de propriedade e independência entre amantes, a prática de colecionar artefatos culturais de importância histórica e a possessão que os biógrafos exercem sobre seus sujeitos.
O romance foi adaptado como longa-metragem de mesmo nome em 2002 e como obra de rádio serializada transmitida, de 2011 a 2012, pela BBC Radio 4. Em 2005, a revista Time incluiu a obra em sua lista dos 100 melhores romances em inglês de 1923 a 2005.  Em 2003, o título apareceu na enquete da BBC, The Big Read.

## Contexto
A obra trata da relação entre dois poetas vitorianos fictícios, Randolph Henry Ash (cuja vida e obra se baseiam livremente no poeta inglês Robert Browning, ou Alfred Tennyson, cujo trabalho está mais próximo dos temas expressados por Ash, assim como o fato de que Tennyson tenha sido poeta laureado da rainha Vitória) e Christabel LaMotte (baseada em Christina Rossetti),  segundo descoberto pelos intelectuais Roland Michell e Maud Bailey.
Seguindo um rastro de pistas de cartas e diários, ajudam a descobrir a verdade sobre a relação de Ash e LaMotte, antes que colegas rivais a descubram. Byatt proporciona longas cartas, poesia e diários de personagens importantes, além da narrativa, incluída a poesia atribuída aos fictícios Ash e LaMotte.
A. S. Byatt, em parte, escreveu Possessão como resposta ao romance de John Fowles, "A mulher do tenente francês" (1969). Em um ensaio do livro de não-ficção de Byatt, On Histories and Stories, escreveu: "Fowles tem dito que o narrador do século XIX assumia a onisciência de um deus. Acho que ocorre o oposto: esse tipo de narrador fictício pode aproximar-se mais dos sentimentos e da vida interior dos personagens, além de proporcionar um coro grego, mais do que qualquer imitação em primeira pessoa. Em Possessão, utilizei esse tipo de narrador deliberadamente três vezes na narrativa histórica: sempre para contar o que os historiadores e biógrafos de minha ficção nunca descobriram, sempre para realçar a entrada imaginativa do leitor no mundo do texto." 

## Enredo
O misterioso erudito Roland Michell, pesquisando na Biblioteca de Londres, descobre rascunhos escritos à mão de uma carta do eminente poeta vitoriano Randolph Henry Ash, que o leva a suspeitar que Ash, casado, tinha um romance até então desconhecido. Leva os documentos para casa em segredo (um ato muito pouco profissional para um erudito) e começa a pesquisar. O rastro o leva até Christabel LaMotte, uma poeta menor e contemporânea de Ash, e à Dra. Maud Bailey, uma intelectual moderna, inquilina e parente distante de LaMotte. Bailey, protetora de LaMotte, se vê obrigada a ajudar Michell com o mistério que está a se desenvolver. 
Os dois estudiosos encontram mais cartas e provas de uma história de amor entre os poetas (com férias juntos comprovadas, durante as quais, suspeitam, a relação pode ter sido consumada); se obcecam por descobrir a verdade. Ao mesmo tempo, suas próprias vidas românticas (as quais nenhuma é satisfatória) se desenvolvem e se entrelaçam romanticamente, em um eco de Ash e LaMotte. As histórias dos dois casais são contadas em paralelo e incluem cartas e poesia dos poetas.
A revelação de um romance entre Ash e LaMotte ocuparia manchetes e reputações no mundo acadêmico, devido à prominência dos poetas, e os colegas de Roland e Maud se transformariam em competidores na carreira para descobrir a verdade, por todo o tipo de motivos. 
Então, é revelado que o casamento de Ash não foi consumado, embora amasse e continuasse sendo fiel à sua esposa. Ele e LaMotte tiveram um romance breve e apaixonado, que conduziu ao suicídio da colega (e possivelmente amante) de LaMotte, Blanche Glover, e ao nascimento secreto da filha ilegítima de LaMotte, durante um ano que passou na Bretanha. LaMotte deixou a menina com sua irmã para que a criassem e a fizessem passar como sua. Nunca foi informado a Ash que ele e LaMotte tinham um filho.
Quando a grande tempestade de 1987 assola Inglaterra, os personagens modernos interessados se reúnem no túmulo de Ash, onde pretendem exumar os documentos enterrados junto dele por sua esposa, acreditando conter ali a chave final do mistério. Também descobrem uma mecha de cabelo. Ao ler os documentos, Maud Bailey descobre que, eao invés de possuir parentesco com a irmã de LaMotte, como sempre acreditou, ela, na verdade, descende diretamente da filha ilegítima de LaMotte e Ash. Maud é, portanto, herdeira da correspondência dos poetas. Agora que as cartas originais estão em seu poder, Roland Michell escapa às possíveis consequências nefastas de ter roubado os rascunhos originais da biblioteca e vê que se abrir diante dele uma carreira acadêmica. Bailey, que passou sua vida adulta emocionalmente intocável, vê uma possível felicidade futura com Michell.
No epílogo, Ash tem um encontro com sua filha Maia no campo. Maia fala com Ash por um breve momento. Ash lhe faz uma coroa de flores e pede uma mecha de seu cabelo. Essa mecha é o que estava enterrado com Ash e foi descoberta pelos eruditos, os quais achavam que era de LaMotte. Portanto, revela-se que tanto os personagens modernos, quanto os históricos (e, portanto, o leitor), durante a segunda metade do livro, têm mal interpretado o significado de uma das lembranças chave de Ash. Ash pede à garota que dê à LaMotte uma mensagem de superou sua relação e está feliz. Depois que ele se afasta, Maia volta para casa, quebrai a coroa de flores, enquanto joga e se esquece de passar a mensagem à LaMotte.

## Recepção
O escritor estadunidense Jay Parini no The New York Times escreveu "uma plenitude de surpresas espera o leitor desse romance magnificamente escrito. A. S. Byatt é uma escritora na metade de sua carreira, cujo momento certamente tem chegado, porque Possessão é um tour de force que abre cada recurso narrativo da ficção inglesa à inspeção sem, nem por um momento, deixar de nos deleitar." Além disso, "O aspecto mais deslumbrante de Possessão é a astuta invenção de cartas, poemas e diários do século XIX por parte da Sra. Byatt".
O crítico Christopher Lehmann-Haupt, escrevendo no The New York Times, assinalou que o que descreve como o "romance maravilhosamente extravagante" tem "intencionalmente como subtítulo 'Um romance'".  Diz que é ao mesmo tempo "uma história de detectives" e "um romance de adultério".
Escrevendo para o The Guardian online, Sam Jordison, que descreveu a si mesmo como "um cético de Byatt há muito tempo", escreveu que foi: "tomado desprevenido pela calidez e o talento de Possessão"... "Qualquer pessoa e todo que cai sob o olhar de Byatt é uma fonte de diversão". Ao comentar sobre os textos "históricos" inventados, disse que seu "efeito é deslumbrante e uma erudição igualmente lúdica se mostra em todas partes".... "Ainda mais impressionantes são as mais de 1.700 linhas de poesia original". "Em resumo, todo o livro é um progresso gigantesco, o que sem dúvida é satisfatório a nível intelectual", mas "o verdadeiro centro de Possessão é um coração grande, vermelho e palpitante. É a calidez e o espírito que Byatt tem insuflado em suas personagens, em lugar de suas atividades cerebrais que nos preocupam". 
Concluindo: "Há uma verdadeira magia por trás de todos os enganos inteligentes e uma viagem emocional além da busca acadêmica. De modo que me encantou".

## Prêmios e indicações
- Prêmio Booker 1990[8]
- 1990 Prêmio Internacional de Ficção Irish Times-Aer Lingus[9]

## Adaptações
O romance foi adaptado para longa-metragem em 2002, protagonizado por Gwyneth Paltrow como Maud Bailey, Aaron Eckhart como Roland Michell, e Jeremy Northam e Jennifer Ehle como os poetas fictícios, Randolph Henry Ash e Christabel LaMotte, respectivamente. O filme difere consideravelmente do livro.
A obra também foi adaptada para programa de rádio, serializado em 15 partes entre 19 de dezembro de 2011 e 6 de janeiro de 2012, em Woman's Hour da BBC Rádio 4, e apresentava Jemma Redgrave como Maud, Harry Hadden-Paton como Roland, James D'Arcy como Ash e Rachael Stirling como LaMotte.

## Outras leituras
- Bentley, Nick. "A.S. Byatt, Posse: A Romance". In Contemporary British Fiction (Edinburgh: Edinburgh University Press, 2008), 140–48. ISBN 978-0-7486-2420-1 ISBN 978-0-7486-2420-1.
- Wells, Lynn K. (Outono de 2002). «Corso, Ricorso: Historical Repetition and Cultural Reflection in A. S. Byatt's Possession: A Romance». MFS Modern Fiction Studies. 48 (3): 668–692. doi:10.1353/mfs.2002.0071

- A. S. Byatt fala sobre o livro, BBC World Book Clube